# Memoirs of the American Mathematical Society
Memorias de la Sociedad Matemática Estadounidense (nombre original en inglés Memoirs of the American Mathematical Society) es una revista científica bimensual publicada desde 1950 por la American Mathematical Society (AMS). Está destinada a publicar artículos extensos sobre nuevas investigaciones matemáticas, generalmente de carácter monográfico.

## Descripción
Las Memorias están destinadas a la publicación de artículos de investigación extensos, de entre 80 y 200 páginas. En general, un artículo por sí solo representa un número de la serie y, por tanto, constituye una monografía. Desde 2017, el volumen total de las “Memorias” ha aumentado de aproximadamente 3.800 a 4.600 páginas.
La revista acepta artículos en todas las áreas de las matemáticas.
Los artículos se publican en 6 volúmenes por año (en el año 2019 se publicaron seis volúmenes, con los números del 257 al 262). Cada título de la revista tiene un número asignado de forma cronológica e independiente del volumen que lo contiene (así, para el año 2019, los títulos están numerados del 1231 al 1270). Las "Memorias", como los "Proceedings" y las "Transactions", tienen un grupo común de editores y comités editoriales Los editores están agrupados por temas, a saber: geometría, topología y lógica, álgebra y teoría de números, análisis geométrico, teoría ergódica, sistemas dinámicos y combinatoria,  "análisis, teoría de Lie y probabilidad", cada uno de ellos dirigido por un "editor coordinador". Las propuestas presentadas son sometidos a revisión por pares.
Los números están impresos y también pueden leerse electrónicamente (las e-Memoirs).

## Indexación
La revista está indexada por Mathematical Reviews, Zentralblatt MATH, Science Citation Index Expanded, Research Alert,  CompuMath Citation Index y Current Contents.

## Otras revistas de la AMS
- Bulletin of the American Mathematical Society
- Journal of the American Mathematical Society
- Notices of the American Mathematical Society
- Proceedings of the American Mathematical Society
- Transactions of the American Mathematical Society